# PPR Nr. 1 bis 6
Die Fahrzeuge mit den Nummern 1 bis 6 der Pretoria Pietersburg Railway (PPR) waren Tenderlokomotiven  mit der Achsfolge 1'C2'.
Die 1897 von Beyer-Peacock beschafften Maschinen waren die ersten südafrikanischen Lokomotiven mit einem Stehkessel der Bauart Belpaire. Die Steuerung war vom Typ Walschaerts/Heusinger.
Als die PPR von der Central South African Railways (CSAR) übernommen wurde, erhielten die Lokomotiven die Bahnnummern 209 bis 214. Die South African Railways (SAR) übernahmen 1910 alle sechs Exemplare als Klasse D und gaben ihnen die Nummern 56 bis 61.
Die Lokomotiven wurden im Vorortverkehr eingesetzt, wofür ein Teil von ihnen in die Kapprovinz verlegt wurde. Um 1930 wurden sie ausgemustert; es ist kein Exemplar erhalten geblieben.